# Teories de la conspiració jueva

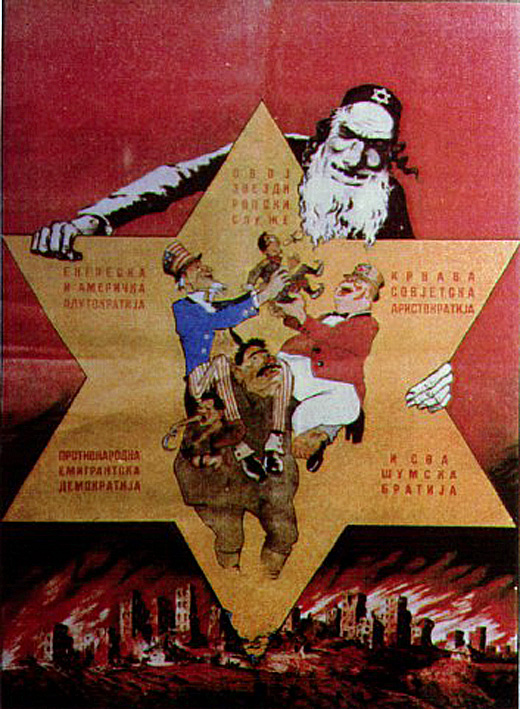
Cartell de l'exposició antimaçònica, 1941-1942, Gran Bretanya i els Estats Units suposadament controlats per jueus

Les teories de la conspiració jueva són una temàtica molt present en les teories de la conspiració. Poden reflectir un sentiment o una ideologia antisemita i servir de propaganda anti-jueva. Difereixen de l'al·legat antisemita en què tenen un autor o grup d'autors precís, així com una acusació precisa: la dominació.

## Origen
En l'existència de xarxes organitzades de solidaritat entre els jueus sefardites expulsats d'Espanya en 1492 està l'origen, segons Joseph Pérez, del mite de la conspiració jueva mundial.

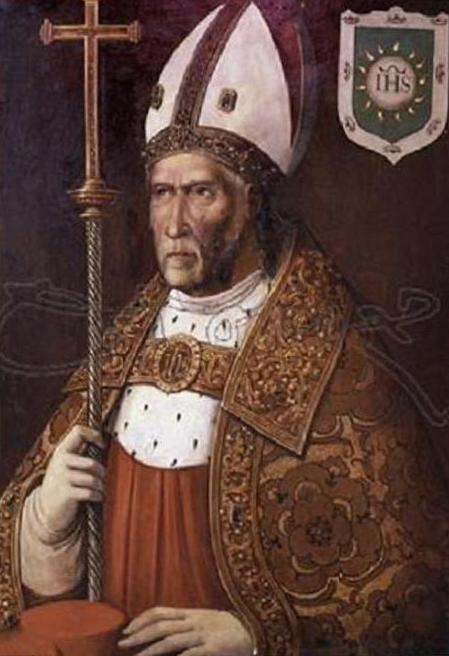
Retrat de Juan Martínez Silíceo, arquebisbe de Toledo, que va falsificar la Carta dels jueus de Constantinoble per a aconseguir que s'aprovés un estatut de neteja de sang en la catedral de Toledo en 1556.

Probablement la primera obra en la qual es parla de la suposada conspiració jueva va ser la Carta dels jueus de Constantinoble, una falsificació de Juan Martínez Silíceo, arquebisbe de Toledo des de 1546, que la va presentar com a "prova" per a convèncer el capítol de la catedral de Toledo i al príncep regent, el futur Felip II d'Espanya, que aprovessin i confirmessin, respectivament, l'estatut de neteja de sang que estava obstinat a establir en la seu primacial. Es tractava d'una pretesa carta de "Els Prínceps de la Sinagoga de Constantinoble" dirigida als rabins de Saragossa, que haurien demanat la seva opinió sobre l'actitud que haurien de prendre davant el decret d'expulsió dels jueus d'Espanya en 1492. En la carta es deia als jueus, especialment als rics, que serien ben rebuts a Constantinoble "y a los que esto no pudieredes hazer" se'ls recomanava batejar-se, "conservando siempre en vuestro pecho vuestra santa ley". A continuació es deia que com a venjança pel tracte injust que havien rebut es fessin advocats i els llevessin als cristians "sus haziendas"; "medicos y cirujanos, y boticarios" per a llevar-los a ells, als seus fills i descendents les seves vides; i "pues dezis, que los dichos Christianos os han violado y profanado vuestras ceremonias y Synagogas, hazed vuestros hijos clérigos, los quales con facilidad podrán violar sus templos, y profanar sus sacramentos y beneficios".

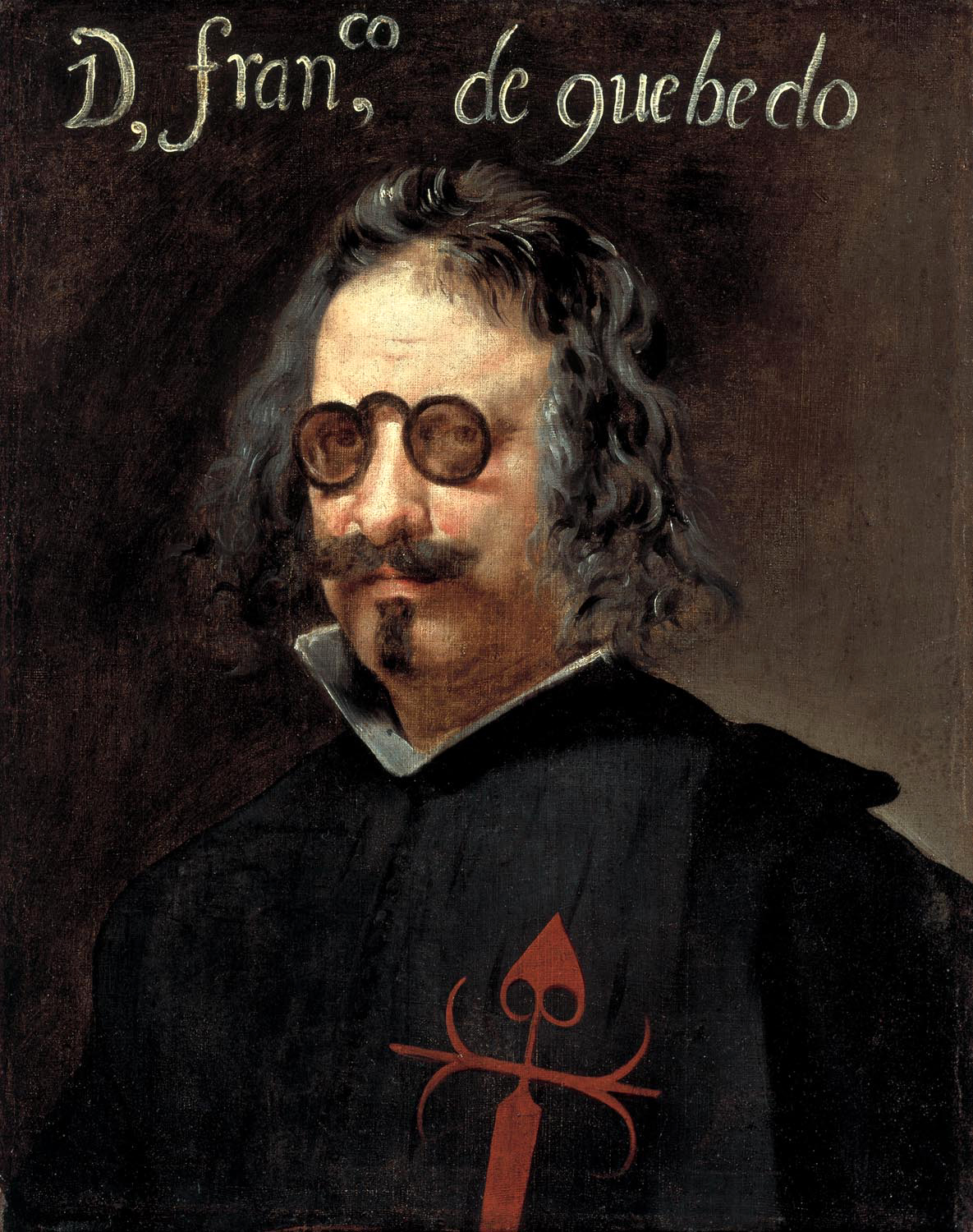
Francisco de Quevedo, autor de La Isla de los Monopantos(impresa en 1650), obra de ficció satírica en la qual apareix el mite de la conspiració jueva contra la cristiandat

Cent anys després Francisco de Quevedo aportava l'"estructura narrativa" al mite de la conspiració jueva amb La Isla de los Monopantos. Quevedo "sempre va sentir gran repulsió i odi als jueus" com ho va demostrar en el seu pamflet Execración de los judíos en el qual demanava la "total expulsió i desolació dels jueus" i denunciava l'actitud "projueva" del valgut del rei Felip IV, el Comte-Duc d'Olivares, que pretenia "la recuperació econòmica del país amb l'ajuda dels rics mercaders marrans [portuguesos], desplaçant als genovesos".
A La Isla de los Monopantos (1650) Quevedo descrivia una reunió secreta celebrada a Salònica —llavors una ciutat de l'Imperi Otomà on vivien milers de sefardites— entre jueus arribats de tot arreu d'Europa i els Monopantos, és a dir, els cristians que estaven disposats a col·laborar amb ells per a acabar amb el món cristià –entre els quals es trobava Olivares-.

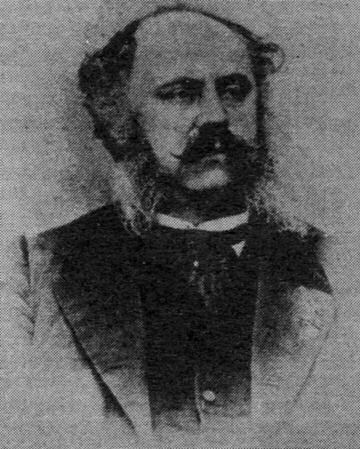
Hermann Goedsche.

Com ha destacat Joseph Pérez, "l'obra s'assembla molt a un dels pamflets antisemites més famosos del món contemporani, Els Protocols dels Savis de Sió, l'elaboració definitiva dels quals es va realitzar a París, a la fi del segle xix, en l'ambient antijueu que es va deslligar amb motiu del cas Dreyfus". De fet, l'hispanista holandès J.A. Van Praag, citat per Pérez, va arribar a la conclusió en 1949 que Hermann Goedsche, l'autor d'un dels dos llibres en els quals es "va inspirar" l'agent rus que va escriure a París els Protocols havia de conèixer l'obra de Quevedo. "De ser certa aquesta asseveració –i sembla molt probable que així ho sigui— el més feroç pamflet antisemita de la història vindria a tenir fonts hispàniques; l'esbós hauria nascut a l'Espanya del segle xvii, en l'ambient suscitat per l'extraordinari auge de les xarxes teixides pels sefardites expulsats en 1492", afirma Joseph Pérez.
Gonzalo Álvarez Chillida, ressalta, per part seva, la importància de la Carta als jueus de Constantinoble de Silicio, perquè es tracta de "una de les primeres falsificacions antisemites de la història europea, precursora dels famosos Protocols dels Savis de Sió".

## Seglexix
Hermann Goedesche, va escriure la novel·la "Biarritz" (1868) va baixar el pseudònim de "Sir John Retcliffe" (de tant en tant escrit com "Sir John Readcliffe"). Dins d'ella hi ha un capítol nomenat "en el cementiri jueu de Praga" que descriu un discurs del rabí Eichhorn o Reichhorn, revelant una conspiració jueva contra la civilització europea. Va servir de propaganda antisemita durant les dècades següents en forma de pamflet amb el títol El discurs del rabí.
En realitat Goesdsche en el seu llibre havia plagiat un altre publicat tres anys abans per Maurice Joly amb el títol Dialogue aux enfers entre Montesquieu et Machiavel, publicat a Brussel·les i dirigit contra Napoleó III. Aquest llibre i el de Goesdsche van ser plagiats per l'agent de la policia russa que va escriure a París Els Protocols dels Savis de Sió, que es va publicar per primera vegada a Sant Petersburg en 1905 i que tindria una àmplia difusió a Europa i als Estats Units —aquí sota el patrocini de l'antisemita i industrial Henry Ford— després del triomf de la Revolució d'Octubre de 1917 a Rússia. En 1921 un periodista anglès va demostrar que els famosos Protocols eren una falsificació i un plagi dels llibres de Joly i de Goesdsche -qui alhora havia plagiat a Joly-.

## Segle XX

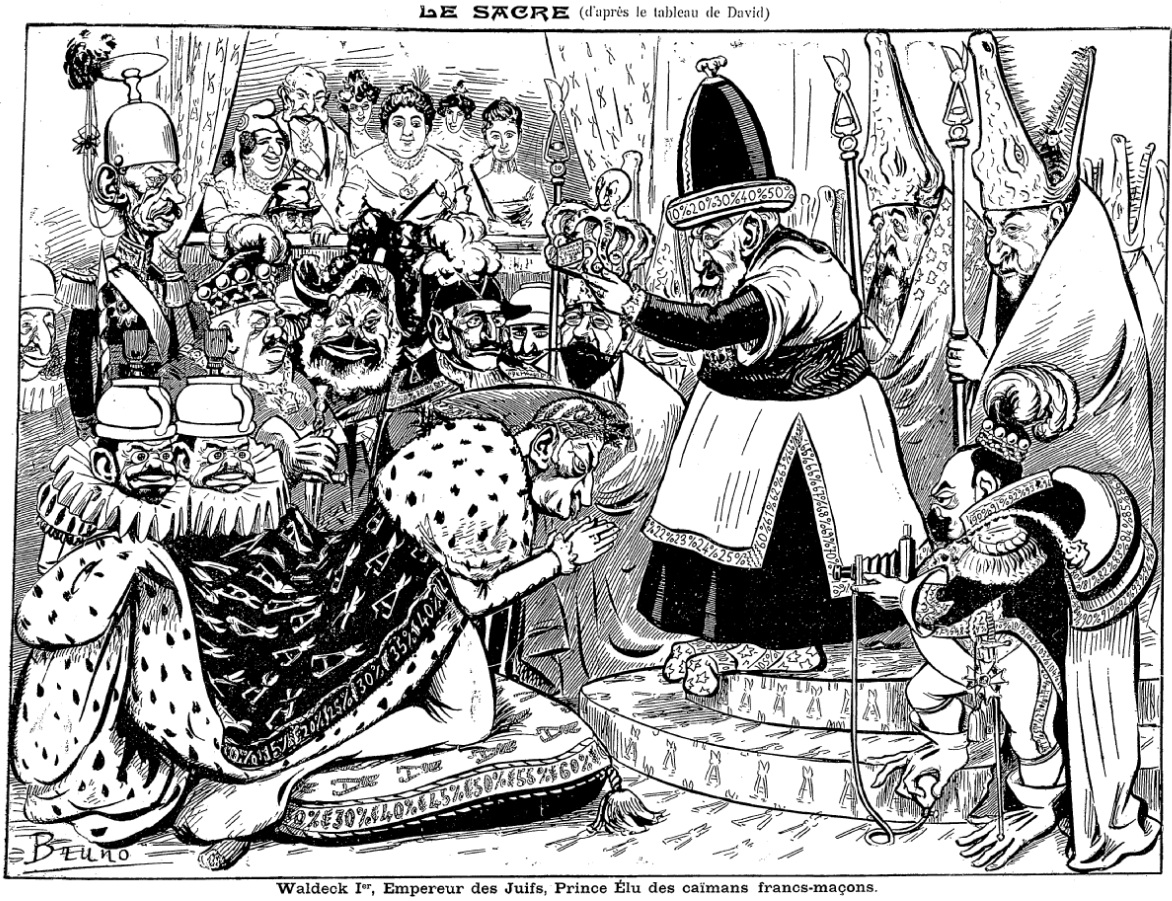
Caricatura antisemita i antimaçònica francesa de 1903 en la qual apareix el president del govern francès Pierre Waldeck-Rousseau sent coronat "Emperador dels Jueus, Príncep Electe dels caimans franco-maçons" pel gran rabí de França Zadoc Kahn. Els testimonis són els polítics dreyfusards, entre els quals es troba el propi capità Alfred Dreyfus. Al fons en la tribuna es pot veure al banquer jueu Alphonse Rothschild, acompanyant al president de la República Emile Loubet.

El periodista i assagista britànic Douglas Reed va escriure una teoria de la conspiració jueva en el seu llibre La controvèrsia de Sió on explica que els jueus van instrumentalitzar les dues guerres mundials i preparen una tercera per a desenvolupar un govern mundial sota control jueu. Va ser qualificat d'antisemita.

## Segle XXI
James von Brunn, autor d'un atemptat el 10 de juny de 2009 en el Museu de l'Holocaust (Washington), va escriure un assaig antisemita sobre una teoria de la dominació jueva mundial, Kill the Best Gentiles.